# أبو أسماء بن الضريبة
أُمَيَّةَ بْنُ عَوف النَصْرِي ويلقب أَبُو أَسْماءَ بن الضَّرِيبة, ( ؟ - ؟ هـ / ؟ - ؟ م) شاعر جاهلي وفارس قديم من فصحاء العرب، وأحد أسياد هوازن وسيد بني نصر، وأحد قادات حرب الفجار المؤثرين قاد معارك مع قبائل كُثر كمثل غطفان وتغلب بن وائل

## نسبه
- أَبُو أَسْماءَ أُمَيَّةَ بْنُ عَوف بْنِ عَبّادِ بْنِ يَرْبُوعِ بْنِ وَائِلَةَ بْنِ دَهْمَانَ بْنِ نَصْرِ بْنِ معاوية[4] بْنِ بَكْرِ بْنِ هَوَازِنَ بْنِ مَنْصُورِ بْنِ عِكْرِمَةَ بْنِ خَصَفَةَ بْنَ قَيْسِ عَيْلَانَ بْنِ مُضَرَ بن نِزَارِ بْنِ مَعْدِ بْنِ عَدْنَانَ

اليربوعي الدهُماني النصري, وأما لقب الضَّرِيبَة فهي أسم أمه وعرف وأشتهر بها.

## ما جاء عنه
قلّت المصادر في ذكر أمية الأ أن قد ذكر من المواقف تنسب له والشعر فمنها مشاركته في حرب الفجار وكان سيد بني نصر هو وعطية بن عفيف النصري وسبيع بن ربيعة النصري وهم في صف هوازن ضد كنانة وقال في قومه قصيدته الشهيرة:
نحن كنا الملوك من أهل نجد وحماة الذمار عند الدمار
ومنعنا الحجاز في كل حي فمنعنا الفجار يوم الفجار
وغير الفجار له حادثه مع أبو عيينه الفزازي وهو (حصن بن حذيفة بن بدر الفزاري الغطفاني) طعنه أبو أسماء في اثناء معارك بني نصر وبني جشم ضد غطفان فقال في ذلك أبو أسماء:
ولقد طعنت أبا عيينة طعنة جرمت فزارة بعدها أن يغضبوا
ويقصد فيه أن لقبيلة فزازة حق الغضب (كنوع من الأستفزاز) وحصن بن حذيفة الفزازي تردى حاله بعد الطعنه وأشتد عليه وجعه من الطعنه ودعا ولدة فقال: إن الموت أهون مما أجد، فأيّكم يطيعنى؟ قالوا: كلنا نطيعك؛ فبدأ بأكبرهم فقال: قم فخذ سيفى واطعن به حيث آمرك، ولا تعجّل؛ قال: يا أبتاه: أيقتل المرء أباه! فأتى على القوم كلّهم، فأجابوه جواب الأول؛ حتى انتهى إلى عيينة فقال: يا أبتاه، أليس لك فيما تأمرنى به راحة، ولي بذلك طاعة؛ وهو هواك؟ قال: بلى، قال: فمرنى كيف أصنع، قال:
قم فخذ سيفى فضعه حيث آمرك، ولا تعجّل، فقام فأخذ سيفه، ووضعه على قلبه، ثم قال: يا أبتاه، كيف أصنع؟ قال: ألق السيف؛ إنما أردت أن أعلم: أيّكم أمضى لما آمر به؛ فأنت خليفتى ورئيس قومك من بعدى.
وأما عائلته أبو أسماء فلم يذكر منهم إلا بنت وهي صخرة بنت أبو أسماء وذكرت في قتال خزاعة مع بني عامر بن صعصعة وبني نصر